# Tarantang (Lubuk Kilangan)
Tarantang is een bestuurslaag in het regentschap Padang van de provincie West-Sumatra, Indonesië. Tarantang telt 2277 inwoners (volkstelling 2010).